# Batalla de Heligoland (1849)
La primera batalla de Heligoland tuvo lugar el 4 de junio de 1849 durante la primera guerra de Schleswig y enfrentó a la incipiente Reichsflotte (Flota Imperial) contra la Real Armada Danesa, que había bloqueado el comercio naval alemán en el mar del Norte y el mar Báltico desde principios de 1848. El resultado fue inconcluso, sin bajas, y el bloqueo continuó. Permaneció como la única batalla de la flota alemana.

## Batalla

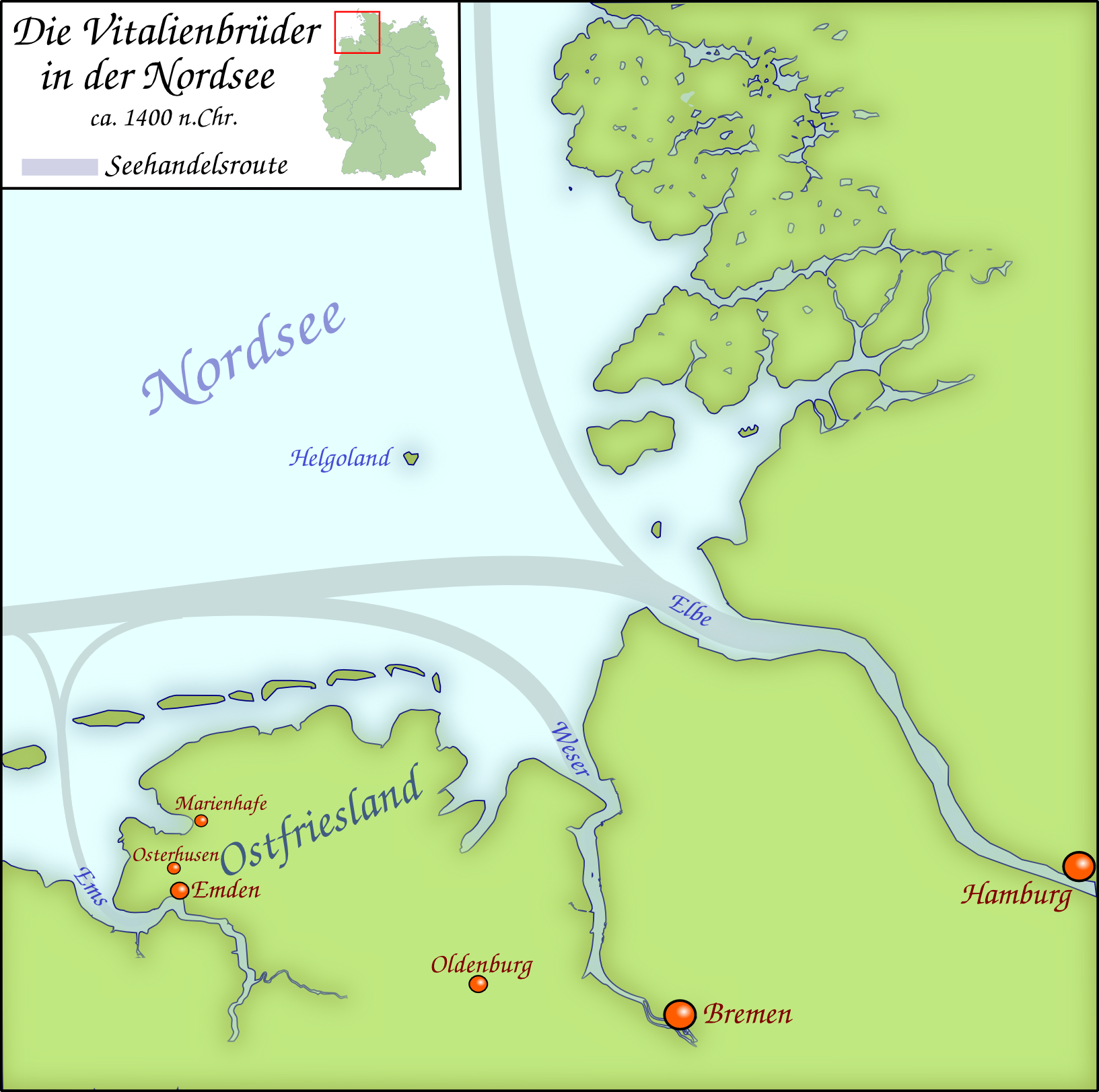
La Bahía Alemana con Helgoland y las rutas tradicionales de comercio.

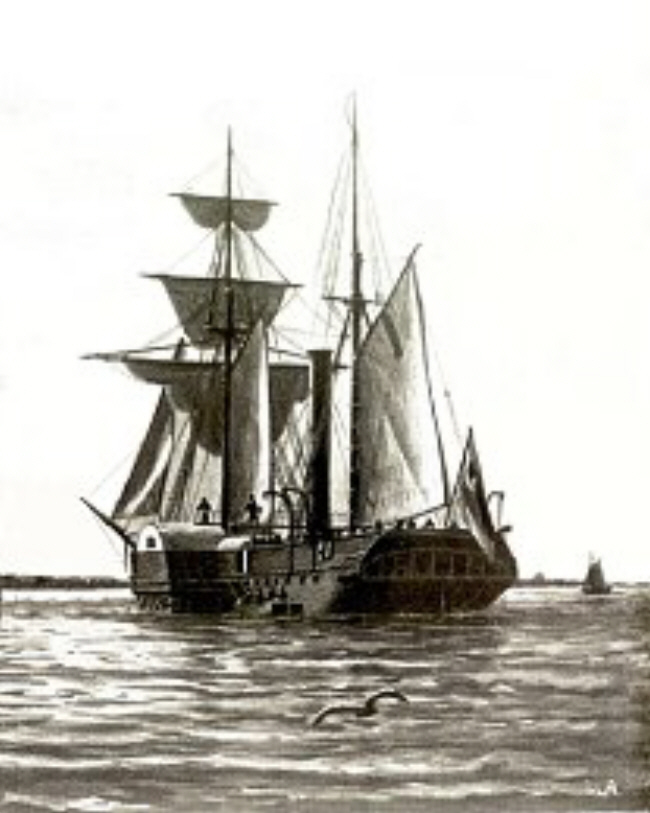
La corveta alemana SMS Hamburg.

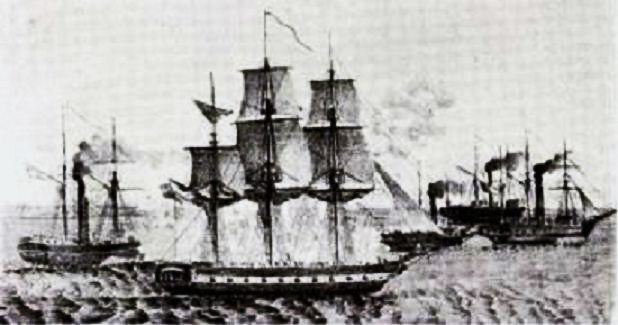
Las corvetas danesas Gejser y Valkyrien siendo perseguidas por barcos de la Marina de Schleswig-Holstein.

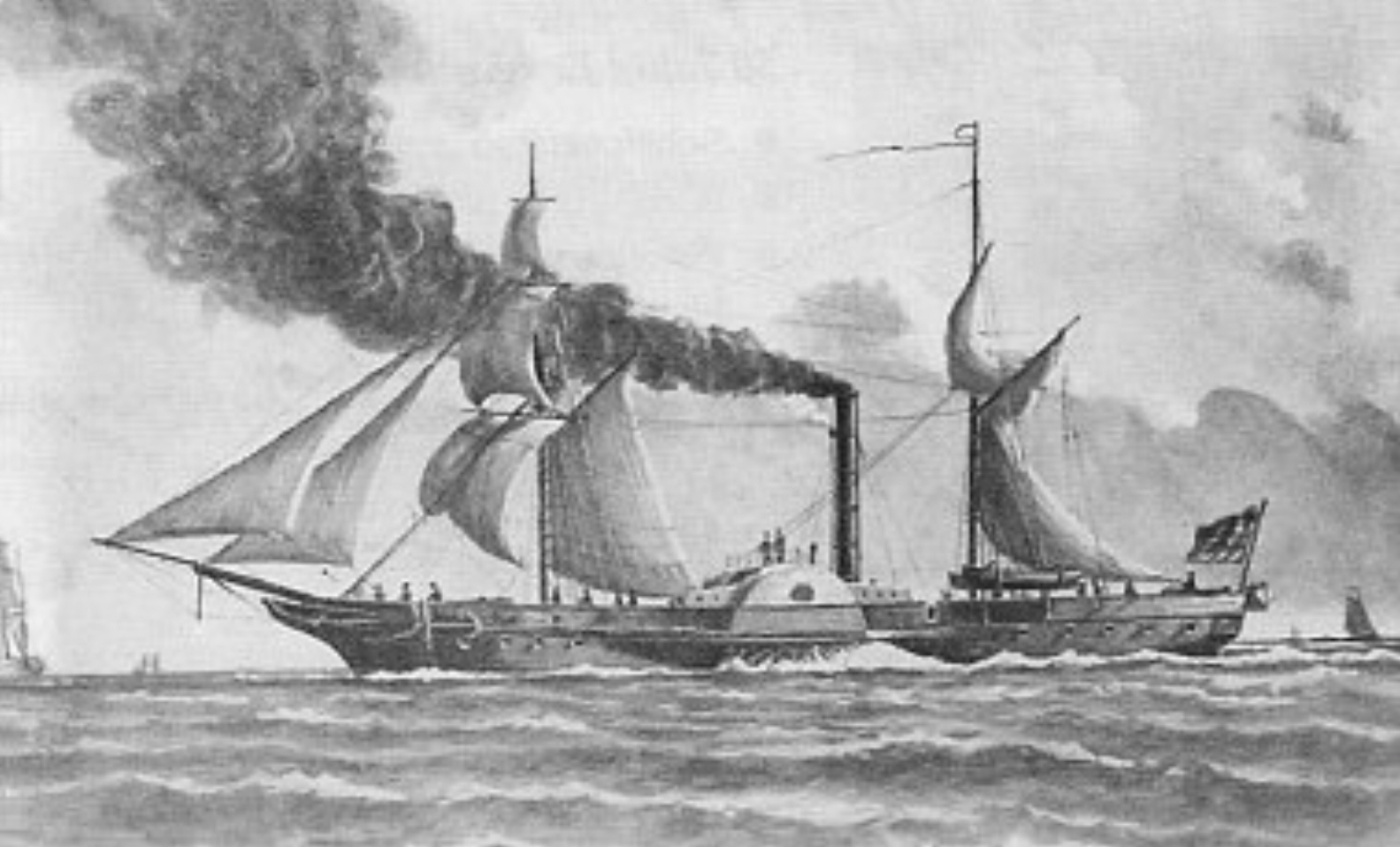
La corveta alemana SMS Lübeck.

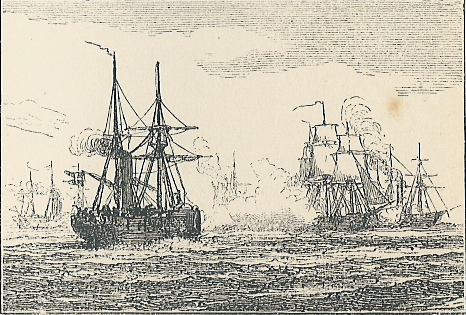
La corveta danesa Valkyrien luchando contra barcos de Schleswig-Holstein en 1849.

Al estallar la primera guerra de Schleswig, los daneses instituyeron un bloqueo, deteniendo todo el comercio alemán en el mar del Norte y el mar Báltico. Esto urgió al parlamento alemán en Fráncfort para formar una nueva Armada totalmente alemana. Los alemanes tuvieron que construir una flota desde cero, comprar barcos en el extranjero y convertirlos, y contratar oficiales extranjeros (británicos, belgas) para dirigir a las marineros mercantes veteranos nativos.
Después de aproximadamente un año de preparación, el 4 de junio, el almirante alemán Karl Rudolf Brommy partió de Bremerhaven con la fragata de vapor SMS Barbarossa y las corvetas de vapor más pequeñas Lübeck (1844) y Hamburg (1841) con el propósito de dispersar los barcos daneses que estaban en guardia en la boca del río Weser. Las fuerzas danesas presentes ese día eran inferiores y se retiraron, pero Brommy logró aislar a la corveta de vela Valkyrien que bajo el mando del capitán Andreas Polder buscó refugio cerca de la isla de Heligoland que por ese tiempo pertenecía al Reino Unido. Los británicos, que se mantenían neutrales, dejaron claro de antemano que la Armada alemana no era bienvenida y sería tratada como pirata.
Los barcos de ambos bandos realizaron disparos, sin efectos. Cuando los alemanes se aproximaron a la zona de tres millas de la isla, las fuerzas británicas realizaron disparos de aviso hacia ellos, mientras que permitían a la corveta danesa permanecer cerca. Brommy, que no deseaba involucrar a la Royal Navy en la guerra, se mantuvo a distancia mientras el capitán danés Polder esperaba la llegada de refuerzos de la flota danesa principal. Cuando apareció a la vista el moderno vapor Gejser, a las órdenes del Kaptajnløjtnant (teniente capitán) Jørgen Peter Frederik Wulff, Brommy se retiró, temiendo más refuerzos daneses. Los daneses siguieron a los alemanes hasta la boca del Elba cerca de Cuxhaven antes de reanudar el bloqueo.
Fue la primera y última incursión de la pequeña flota bajo la bandera de Alemania negra-roja-dorada.